# Liévin
Liévin là một xã trong vùng Hauts-de-France, thuộc tỉnh Pas-de-Calais, quận Lens, tổng Liévin-Nord
Liévin-Sud. Tọa độ địa lý của xã là 50° 25' vĩ độ bắc, 02° 46' kinh độ đông. Liévin nằm trên độ cao trung bình là 57 mét trên mực nước biển, có điểm thấp nhất là 32 mét và điểm cao nhất là 80 mét. Xã có diện tích 12,83 km², dân số vào thời điểm 1999 là 33.427 người; mật độ dân số là 2605 người/km².

## Thông tin nhân khẩu
| 1962   | 1968   | 1975   | 1982   | 1990   | 1999   |
| ------ | ------ | ------ | ------ | ------ | ------ |
| 35 127 | 35 853 | 33 070 | 33 096 | 33 623 | 33 427 |

## Các thành phố kết nghĩa
- Hohenlimburg, Đức (1962)
- Bruck an der Mur Áo (1999)
- Pasvalys Litva (1999)
- Rybnik, Ba Lan, (2000)
- La Valette-du-Var Pháp (2000)
- Mouscron, Bỉ (2005)

## Nhân vật nổi tiếng
- Georges Carpentier, võ sĩ quyền Anh
- Robert Enrico